# Бурцовы
Бурцовы — русский дворянский род.
Предок рода, Трофим Бурцов, находился осадным головой в Лихвине в 1543 году. Иван Семёнович Бурцов за храбрость на войне с турками в 1680 году пожалован похвальной грамотой, поместьями и крестьянами. Внук его, Иван Тихонович Бурцов, участвовал в 1741 году в возведении на престол императрицы Елизаветы Петровны. Бурцов, Иван Григорьевич (1794—1829) — русский генерал, член декабристских организаций, участник русско-турецкой войны 1828—1829 годов.

## Описание гербов

#### Герб Бурцовых 1785 г.
В Гербовнике Анисима Титовича Князева 1785 года имеется изображение печати Ивана Тихоновича Бурцова: в овальном поле щита, имеющего широкую кайму, в серебряном поле, изображены два белых с золотом дуэльных пистолета, положенных накрест, стволами вниз. Щит увенчан коронованным дворянским шлемом без шейного клейнода. По бокам от короны, выходящие из шлема, два флага. Цветовая гамма намёта не определена.

#### Герб. Часть X. № 86.
Герб потомства Ивана Семёновича Бурцова: щит разделён перпендикулярно на две части, из коих в правой в зелёном поле посредине горизонтально означены две золотые полосы и серебряные копейные наконечники, два вверху, а третье внизу. Во второй в красном поле от верхнего левого угла к нижнему правому изображена серебряная крепость и на оной сабля.
Щит увенчан дворянскими шлемом и короной. Нашлемник: в латах рука, держащая меч. Намёт на щите красный, подложенный золотом. Щит держат с правой стороны лев, а с левой воин в латах, опёршийся левою рукою на меч. Герб рода Бурцовых внесён в Часть 10 Общего гербовника дворянских родов Всероссийской империи, стр. 86.

#### Герб. Часть III. № 100
Эмблема из правой стороны герба повторена в левой части герба потомков лейб-кампанца Ивана Тихоновича Бурцова, внесённого в Часть 3 Общего гербовника дворянских родов Всероссийской империи, стр. 100.
Примечание: Иван Тихонович Бурцов происходил из дворян Рязанского уезда, служил в гвардии с 1737 года по 1746 год, пожалован в вице-капралы. Его дед Иван Семёнович имел чин стольника и пожалован поместьем в вотчину с крестьянами в 1680 году.

## Известные представители
- Бурцов Кирилл Фалалеевич, Иван и Андрей Васильевичи упоминаются в Казанском походе 1544 года.
- Бурцовы: Михаил Дмитриевич и Степан Михайлович — пожалованы Иваном Грозным поместьями в московском уезде в 1550 году.
- Бурцов Михаил Иванович — воевода в Алысте в 1579 году, в Куконосе в 1580—1581 годах, в Великих Луках в 1582 году.
- Бурцов Михаил — дьяк в 1582 году.
- Бурцов, Василий Фёдорович — в царствование Михаила Фёдоровича напечатал в Москве русскую азбуку и несколько духовных книг.
- Бурцов Андрей — дьяк в 1636 году.
- Бурцовы: Марк и Иван Петровичи, Фёдор Степанович — московские дворяне в 1636—1677 годах.
- Бурцов Яков Иванович — воевода в Юшанском в 1651 году.
- Бурцов Фёдор — воевода в Аргаше в 1651 году.
- Бурцовы: Пётр, Максим, Максим Гаврилович — дьяки в 1676—1692 годах.
- Бурцов Иван Семёнович — стольник, за храбрость в войне с турками пожалован вотчинами и похвальной грамотой в 1680 году.
- Бурцов Максим — дьяк, воевода в Двине в 1683—1686 годах (два раза).
- Бурцов Пётр Гаврилович — дьяк, воевода в Верхотурье в 1684—1687 годах (два раза).
- Бурцовы: Иван Семёнович, Вукол Лаврентьевич — стольник в 1688—1692 годах.
- Бурцовы: Андрей Лаврентьевич, Иван Афанасьевич — стряпчие в 1678—1692 годах.
- Бурцов, Алексей Петрович (1783—1813) — ротмистр Белорусского гусарского полка, ему посвящёны стихи однополчанина Дениса Давыдова. Упоминается в повести Пушкина «Выстрел».
- Бурцов Иван Григорьевич (1795—1829) — генерал-майор, убит в Малой Азии при деревне Харт в 1829 году[2][3][4][5].
- Бурцев, Александр Евгеньевич (1869—1938) — русский библиофил, библиограф и издатель, коллекционер живописи, автор работ по этнографии. Купец 1-й гильдии, почётный гражданин Петербурга.
- Бурцев, Владимир Львович (1862—1942) — русский журналист, публицист и издатель.